# Ozliiv, Mlîniv
Ozliiv (în ucraineană Озліїв) este un sat în comuna Pidhaiți din raionul Mlîniv, regiunea Rivne, Ucraina.

## Demografie
Componența lingvistică a localității Ozliiv
     Ucraineană (99,24%)
     Alte limbi (0,76%)
Conform recensământului din 2001, majoritatea populației localității Ozliiv era vorbitoare de ucraineană (99,24%), existând în minoritate și vorbitori de alte limbi.